# Neritilia pusilla
Neritilia pusilla is een slakkensoort uit de familie van de Neritiliidae. De wetenschappelijke naam van de soort is voor het eerst geldig gepubliceerd in 1850 door C.B. Adams.